# جیمز رامبا
جیمز ای. رامبا (به انگلیسی: James E. Rumbaugh) (متولد ۲۲ اوت ۱۹۴۷)یک دانشمند کامپیوتر و اسلوب‌شناس برنامه‌نویسی شیءگرا آمرکایی می‌باشد. او بیشتر به خاطر کارهایش تکنیک مدل‌سازی شی(او ام تی) و زبان مدل‌سازی یکپارچه(یو ام‌ال) شناخته شده‌است.

## زندگی‌نامه
وی در بتلهم، پنسیلوانیا به دنیا آمد. رامبا یک مدرک کارشانسی در رشته فیزیک از مؤسسه فناوری ماساچوست (ام آی تی)، یک مدرک کارشناسی ارشد در رشته اخترشناسی از مؤسسه فناوری کالیفرنیا (کلتک) دارد و در سال ۱۹۷۵ دکتری خود را در رشته علوم کامپیوتر از ام آی تی و زیر نظر پروفسور جک دنیس دریافت کرد.
رامبا کار خود را در دههٔ ۱۹۶۰ در شرکت تجهیزات دیجیتال به عنوان مسئول محققات شروع کرد. بین سال‌های ۱۹۶۸ الی ۱۹۹۴ در مرکز تحقیقات و توسعهٔ جنرال الکتریک به توسعهٔ تکنولوژی، آموزش و مشاوره مشغول بود. وی همچنین در آنجا ایجاد تکنیک مدل‌سازی شی(او ام تی)، یک زبان مدل سازی و طراحی شی، را رهبری کرد.
در ۱۹۹۴، به نرم‌افزار گویا ملحق شد تا در کنار گریدی بوچ و ایوار جاکوبسون (سه رفیق) زبان مدل‌سازی یکپارچه(یو ام‌ال) را ایجاد کند. آن‌ها بعدها روش‌های توسعه نرم‌افزار خود، او ام تی، او او اس ای و بوچ را در قالب فرایند یکپارچه منطقی (آر یو پی) ادغام کردند. وی در سال ۲۰۰۳ به آی بی ام و در سال ۲۰۰۶ بازنشست شد.

## کار
تحقیقات اصلی رامبا زبان‌های توصیفی رسمی است، "معناشناسی از توصیفات، ابزارهایی برای بهره وری برنامه نویسی، و برنامه‌هایی با الگوریتم‌هایی پیچیده و ساختارهای داده‌ای."
رامبا در پروژهٔ فارغ تحصیلی خود از ام آی تی در ایجاد معماری جریان داده همکاری داشت. پایان‌نامه وی زبان برنامه‌نویسی موازی، پردازنده موازی کامپیوتر و پایه‌های معماری شبکه، که خود را با گردش داده‌ها جهت می‌دهد، را شرح می‌داد. وی همکاری‌های دیگری در تکنیک مدل‌سازی شی، تعریف یکپارچه برای طراحی شی گرا، فرایند یکپارچه منطقی و زبان مدل‌سازی یکپارچه داشت.

## کتاب‌ها
رامبا به همراه گریدی بوچ و ایوار جاکوبسون چندین کتاب را به چاپ رسانیده است. بخشی از آن‌ها به قرار زیر می‌باشد:
- ۱۹۷۵، یک معماری ناهمگام موازی کامپیوتر برای برنامه‌های با گردش داده.[۲]
- ۱۹۹۱، مدل سازی و طراحی شی گرا. و دیگران.[۳]
- ۱۹۹۶، بینش او ام تی: دیدگاهی بر مدل سازی از ژورنال برنامه نویسی شی گرا. به همراه پیشگفتاری از جیمز کاپلین.[۴]
- ۱۹۹۹، فرایند توسعه نرم‌افزار متحد.[۵]
- ۲۰۰۵، طراحی و مدل سازی شی گرا به کمک یو ام‌ال.[۶]